# Crush the Window
«Crush The Window» es el decimotercer maxisencillo de la banda Dragon Ash, perteneciente al álbum Río de Emoción, lanzado en 2005.

## Lista de canciones
1. «Crush The Window» – 4:20
2. «Resound» ft. HIDE, 136 – 4:50
3. «Soldier» – 3:22

- Datos: Q5190218